# Adrienne Corri
Adrienne Corri de fapt Adrienne Riccoboni (n. 13 noiembrie 1930, Glasgow, Scoția, Regatul Unit – d. 13 martie 2016, Londra, Anglia, Regatul Unit) a fost o actriță și eseistă britanică. Printre cele mai cunoscute filme ale sale se numără Quo Vadis? (1951), Hoți de copii (1954), Doctor Jivago (1965) și Portocala mecanică (1971).

## Biografie
Adrienne Corri, fiica unui italian și a unei scoțiene, și-a început pregătirea la Royal Academy of Dramatic Art (Academia Regală de Artă Dramatică) în 1946. Din 1948 a preluat roluri de scenă, iar în 1947 a debutat în film sub numele ei de naștere Adrienne Riccoboni în filmul de televiziune The Infernal Machine. Filmul și televiziunea au ocupat de departe cea mai mare parte a activităților sale de actorie în următoarele trei decenii. Ea a întruchipat în mod regulat în rolurile ei femei pline de spirit, senzuale și cultivate. Cele mai faimoase roluri ale ei de film includ soția scriitorului, doamna Alexander, în Portocala mecanică (1971) de Stanley Kubrick și mama personajului principal, Lara, în Doctor Jivago (1965).
Adrienne Corri a fost căsătorită cu actorul Daniel Massey din 1961 până în 1967.[1] Ea a lăsat în urmă un fiu și o fiică, dintr-o relație cu producătorul de film Patrick Filmer-Sankey (1925–1995) în anii 1950.

## Filmografie selectivă
- 1947 Mașina infernală (The Infernal Machine), (film TV)
- 1951 Fluviul (The River), regia Jean Renoir
- 1951 Quo Vadis?, regia Mervyn LeRoy
- 1954 Hoți de copii (The Kidnappers), regia Philip Leacock
- 1954 Devil Girl from Mars (Devil Girl from Mars), regia David MacDonald
- 1956 Trei într-o barcă (Three Men in a Boat), regia Ken Annakin
- 1958 Prima dell'anestesia (Corridors of Blood), regia Robert Day
- 1959 Cel aspru și cel blând (The Rough and the Smooth), regia Robert Siodmak
- 1960 Panic (The Tell-Tale Heart), regia Ernest Morris
- 1961 Dinamite Jack (Dynamite Jack), regia Jean Bastia
- 1961 Robin Hood della contea nera (The Hellfire Club), regia Robert S. Baker, Monty Berman
- 1963 Ginevra e il cavaliere di re Artù (Lancelot and Guinevere), regia Cornel Wilde
- 1965 Sherlock Holmes: notti di terrore (A Study in Terror), regia James Hill
- 1965 Bunny Lake a dispărut (Bunny Lake Is Missing), regia Otto Preminger
- 1965 Doctor Jivago (Doctor Zhivago), regia David Lean
- 1967 De șapte ori femeie (Woman Times Seven), regia Vittorio De Sica
- 1967 Regina vikingilor (The Viking Queen), regia Don Chaffey
- 1967 Cowboy in Africa (Africa: Texas Style), regia Andrew Marton
- 1969 Quel maledetto ispettore Novak (The File of the Golden Goose), regia Sam Wanamaker
- 1969 Moon Zero Two (Moon Zero Two), regia Roy Ward Baker
- 1971 Portocala mecanică (A Clockwork Orange), regia Stanley Kubrick
- 1972 Regina vampirilor (Vampire Circus), regia Robert Young
- 1975 Rosebud (Rosebud), regia Otto Preminger
- 1978 Răzbunarea Panterei Roz (Revenge of the Pink Panther), regia Blake Edwards
- 1979 Factorul uman (The Human Factor), regia Otto Preminger